# پرتیغ‌نما
پُرتیغ‌نما (به انگلیسی: Polacanthoides) (به معنی پرتیغ‌مانند) یک سرده منقرض‌شده از دایناسورهای برجسته‌خزندگان از اروپا است که حدود ۱۴۰ تا ۱۳۵ میلیون سال پیش در جایی که انگلستان کنونی است زندگی می‌کرد. در سال ۱۹۲۸ توسط نوپسکا نام‌گذاری شد. نمونه تایپ BMNH 2584 است. این یک مترادف احتمالی کوچک هیلائوسوروس و پرتیغ است. در حال حاضر به عنوان یک نام دوبیوم یا یک کایمرا در نظر گرفته می‌شود.